# Verlan
Il verlan (pronunciato /vɛʁlɑ̃/, contrario del francese à l'envers, lett. "al contrario") è una particolare forma di linguaggio gergale francese, caratterizzato dall'inversione delle sillabe delle parole.

## Storia
L'epoca in cui è nato il linguaggio è ancora oggetto di controversie, ma si sa che risale al secondo dopoguerra; si è sviluppato come forma di comunicazione semisegreta (il tessuto sociale dei parlanti era originariamente composto da piccoli gruppi di giovani) per affermarsi definitivamente intorno agli anni ottanta. I bisogni di segretezza non erano dettati da ragioni di sicurezza (come era invece il caso nei gerghi del brigantaggio o della mafia in Italia), ma anche e soprattutto dal bisogno di un'appartenenza comune e da un innato istinto di gioco con le strutture della lingua.
Il termine verlan è attestato per la prima volta nel romanzo del 1953 Rififi, dello scrittore Auguste Le Breton, seppur con la grafia verlen.

## Regole di formazione dei neologismi
A dispetto di una formazione scolastica insufficiente e di un uso non standard della lingua, i parlanti del Verlan hanno prodotto un ricco repertorio lessicale. Il passaggio dalla lingua standard al verlan avviene come detto principalmente tramite il procedimento di inversione delle sillabe, ma anche con il cambiamento dell'ultima vocale e troncamento ed elisione nell'ultima vocale del neologismo formato. L'inversione riguarda una sola parte dell'enunciato; esempio: laisse beton al posto di laisse tomber ('lascia stare').

## Esempi
La tabella qui di seguito riassume e fornisce degli esempi di questa formazione (la cella è lasciata in bianco quando la modifica non si applica a quel termine).
| Termine iniziale in francese | Cambiamento ultima vocale | Divisione delle sillabe | Inversione  | Troncamento                                     | Traduzione in italiano                                     |
| ---------------------------- | ------------------------- | ----------------------- | ----------- | ----------------------------------------------- | ---------------------------------------------------------- |
| américain                    |                           |                         |             | ricain/cainri (per aferesi)                     | americano                                                  |
| arabe                        | rabe                      | ra-beu                  | beu-ra      | beur, rebeu (beurette per le donne)             | arabo                                                      |
| arabes                       | (les) z'arabes            | za-rab                  | rab-za      | rabza (da cui anche "rabzouz" e "rabz")         | arabi                                                      |
| argent                       |                           |                         |             | genhar                                          | soldi                                                      |
| baltringue                   |                           |                         | tring-lba   | tringlba                                        | incapace                                                   |
| barbe                        |                           |                         | beu-bar     | beubar                                          | barba                                                      |
| barrette                     |                           |                         | rette-ba    | retteba                                         | barretta                                                   |
| bête                         |                           |                         | teu-bê      | teubê                                           | bestia, stupido                                            |
| beur                         |                           |                         | re-beu      | rebeu                                           | magrebino                                                  |
| bien                         |                           | b-ien                   | ien-b       | ienb                                            | bene                                                       |
| bite                         |                           | bi-teu                  | teu-bi      | teub'                                           | cazzo                                                      |
| bizarre                      |                           | bi-zar                  | zar-bi      | zarb'                                           | strano                                                     |
| bloqué                       |                           |                         | ké-blo      | kéblo                                           | bloccato                                                   |
| bouger                       |                           | bou-gé                  | gé-bou      | gébou                                           | muovere                                                    |
| bouteille                    |                           | bou-teille              | teille-bou  | teille                                          | bottiglia                                                  |
| ça                           |                           |                         | a-ç         | ass                                             | questo, ciò                                                |
| calibre                      |                           | ca-li-bre               | bre-li-ca   | brelique (o "brelic", o "brolic", o "brolique") | calibro (arma)                                             |
| chatte                       |                           | cha-te                  | te-cha      | teuch'                                          | topa, gatta                                                |
| chère                        |                           |                         | reu-che     | reuch'                                          | cara                                                       |
| chinois                      |                           |                         | noi-chi     | noiche                                          | cinese                                                     |
| choper                       |                           | cho-pé                  | pé-cho      | pécho                                           | beccare (anche in senso sessuale: farsi qualcuno), fregare |
| cigarette                    |                           | ci-garette              | garette-ci  | garetteci, garette (o "garo")                   | sigaretta                                                  |
| cité                         |                           | ci-té                   | téssi       | tess'                                           | quartiere, città                                           |
| chien                        |                           | chi-en                  | ien-che     | iench'                                          | cane                                                       |
| chienne                      |                           | chi-enne                | ienne-che   | nechié                                          | cagna                                                      |
| clochard                     |                           | clo-chard               | chard-clo   | charclo                                         | barbone                                                    |
| copine                       |                           | co-pine                 | pine-co     | pineco                                          | fidanzata, amica                                           |
| déchiré                      |                           | chire-dé                |             | chiredé (o "chiré")                             | lacerato                                                   |
| défoncé                      |                           |                         | foncé-dé    | fonc'dé                                         | sbronzo                                                    |
| discret                      |                           | di-scré                 | scrédi      | scréd'                                          | discreto                                                   |
| doigt                        |                           | dou-wa                  | wadou       | wad                                             | dito                                                       |
| énervé                       | nervé                     | ner-vé                  |             | vénère                                          | nervoso                                                    |
| famille                      |                           |                         |             | mifa (o "mif'")                                 | famiglia                                                   |
| femme                        |                           |                         | meu-fe      | meuf                                            | donna                                                      |
| fesse                        |                           | fe-sseuh                | seuh-fe     | seuf                                            | chiappa                                                    |
| fête                         |                           | fê-teu                  | teu-fé      | teuf'                                           | festa                                                      |
| flic                         | flikeuh                   | fli-keuh                | keuh-fli    | keuf                                            | sbirro                                                     |
| fou                          |                           |                         |             | ouf                                             | pazzo                                                      |
| français                     |                           |                         | cé-fran     | céfran                                          | francese                                                   |
| frère                        |                           |                         | reu-frè     | reuf'                                           | fratello                                                   |
| fumer                        |                           |                         | mé-fu       | méfu                                            | fumare                                                     |
| futur                        |                           | fu-tur                  | tur-fu      | turfu                                           | futuro                                                     |
| gare                         |                           |                         | re-ga       | rega                                            | stazione                                                   |
| gentil                       |                           |                         | ti-gen      | tigen                                           | gentile                                                    |
| herbe                        | herbeuh                   | her-beuh                | beuh-er     | beuh                                            | erba                                                       |
| jeune                        |                           |                         | neu-jeu     | neujeu                                          | giovane                                                    |
| joint                        |                           |                         | oin-je      | oinj' (o "oinche", o "sbire")                   | spinello                                                   |
| juif                         | juifeu                    | jui-feu                 | feu-jui     | feuj                                            | ebreo                                                      |
| louche                       | loucheu                   |                         |             | chelou                                          | losco                                                      |
| lourd                        |                           |                         | re-lou      | relou                                           | pesante                                                    |
| maison                       |                           | mai-zon                 | zon-mai     | zonmai (o "zonz'")                              | casa                                                       |
| manger                       |                           |                         | gé-man      | géman                                           | mangiare                                                   |
| mater                        |                           |                         | té-ma       | téma                                            | spiare                                                     |
| mec                          |                           |                         | keu-mê      | keum'                                           | ragazzo                                                    |
| méchant                      |                           |                         | chan-mé     | chanmé                                          | cattivo                                                    |
| merci                        |                           |                         | ci-mer      | cimer                                           | grazie                                                     |
| mère                         |                           | mè-re                   | re-mè       | reum'                                           | madre                                                      |
| métisse                      |                           | mé-tisse                | tis-mé      | tismé                                           | meticcio                                                   |
| métro                        |                           | mé-tro                  | tromé       | trom'                                           | metropolitana                                              |
| femme                        |                           |                         | fe-meu      | femeu                                           | tipa                                                       |
| millions                     |                           |                         | lions-mi    | lions-mi                                        | milioni                                                    |
| moche                        |                           |                         |             | cheum                                           | brutto, brutta                                             |
| moi                          |                           | m-oua                   |             | ouam                                            | me                                                         |
| n'importe quoi!              | nimport' quoi             | nin-port' k-oi          | portnin oik | port'nawak (o semplicemente "nawak")            | sciocchezze!, assurdo!                                     |
| niquer                       |                           | ni-quer                 | ké-ni       | kénn'                                           | fottere                                                    |
| noir                         |                           |                         | re-noi      | renoi                                           | nero                                                       |
| pas                          |                           |                         |             | ap                                              | non                                                        |
| pédale                       |                           |                         | dale-pé     | dalpé                                           | pedale                                                     |
| pénis                        |                           |                         | nisse-pé    | nispé                                           | pene                                                       |
| père                         |                           |                         | reu-pè      | reup'                                           | padre                                                      |
| pétard                       |                           |                         | tar-pé      | tarpé o pet'                                    | petardo                                                    |
| pétasse                      |                           |                         | tass-pé     | tasspé (o "tass'")                              | puttana, troia                                             |
| pied                         |                           |                         |             | ièp                                             | piede                                                      |
| petit                        |                           |                         | ti-peu      | tipeu                                           | piccolo                                                    |
| pitié                        |                           |                         |             | tiep                                            | pietà                                                      |
| poil                         |                           | p-oil                   | oil-p       | oilpé                                           | pelo                                                       |
| pourri                       |                           |                         | ri-pou      | ripou                                           | fradicio, marcio                                           |
| putain                       |                           |                         | tain-pu     | tainp'                                          | puttana                                                    |
| pute                         |                           |                         | te-pu       | teupu                                           | puttana, baldracca                                         |
| racaille                     |                           |                         |             | caillera (o "caille")                           | gentaglia                                                  |
| rap                          | rapeu                     | ra-peu                  |             | peura                                           | rap                                                        |
| rigole                       |                           |                         | gole-ri     | goleri                                          | ridere                                                     |
| sec                          | sèkeu                     | sè-keu                  | keu-sè      | keuss                                           | secco, magro                                               |
| sein                         |                           |                         |             | einss' (o "yeinss")                             | seno                                                       |
| sénégalais                   | sénégal-                  | séné-gal                | gal-séné    | galsen                                          | senegalese                                                 |
| shit                         |                           |                         | teu-chi     | teuchi (o "teuch'")                             | shit, merda in inglese                                     |
| sœur                         |                           |                         | reu-sse     | reuss'                                          | sorella                                                    |
| speed                        |                           |                         | deu-spi     | deuspi                                          | anfetamina, metanfetamina                                  |
| tête                         |                           |                         |             | teuté                                           | testa                                                      |
| tomber                       |                           |                         | bé-tom      | béton                                           | cadere                                                     |
| toubab                       |                           |                         |             | babtou                                          | europeo bianco                                             |
| truc                         | trukeuh                   | trukeuh                 | keuh-tu     | keutru                                          | cosa, roba                                                 |
| vas-y!                       |                           |                         | zy-va       | zyva                                            | forza!, dai!                                               |
| voiture                      |                           |                         | tur-voi     | turvoi                                          | macchina                                                   |

## Sviluppi del verlan
Il verlan si è poi diffuso gradualmente in tutta la Francia come linguaggio delle fasce giovanili. Riprendendo meccanismi simili a quelli del verlan, si sono stabiliti dei gerghi simili anche in altri paesi occidentali. Si ricorda l'intervento da parte di alcuni amatori apparsi qualche volta in televisione al programma Portobello, in cui gli amatori preferivano invertire l'ordine dei singoli suoni e non delle sillabe (casa > asac).
Intorno agli anni '80 si è sviluppato a Brescia, nel quartiere di Mompiano, uno slang simile al verlan, il trancorio (dall'inversione di "contrario"), con regole specifiche di inversione delle sillabe. Successivamente l'uso di un linguaggio simile si è sparso a Milano verso fine anni '70 e inizio anni '80, reso popolare grazie al film Il ras del quartiere con Diego Abatantuono e Mauro di Francesco, chiamato con il termine Riocontra dall'inversione della stessa parola "contrario". Esso viene usato anche nel tessuto musicale e dai ragazzi provenienti da zone periferiche della città per comunicare senza che le persone che non conoscono questo particolare tipo di comunicazione possano capire il significato di ciò che si sta dicendo.